# جوانان برای حقوق بشر بین‌المللی

Youth for Human Rights International logo

جوانان برای حقوق بشر بین‌المللی (انگلیسی: Youth for Human Rights International)یک سازمان غیردولتی مستقر در لس آنجلس است. اصلی‌ترین ماموریتش آموزش جوانان در سراسر جهان دربارهٔ حقوق بشر می‌باشد و به آنها کمک می‌کند که مدافعان ارزشمندی برای ارتقاء بردباری و صلح باشند.
این سازمان با حمایت از تحقیقات و کنفرانس‌های مکتب ساینتولوژی رون هابارد به دانش آموزان مدارس و دانشگاه‌های آمریکا حقوق بشر و اعلامیه جهانی حقوق بشر سازمان ملل متحد را آموزش و ترویج می‌دهد.
این سازمان در اوت ۲۰۰۱ توسط مری شاتلورت تأسیس شد که در هماهنگی با دفتر حقوق بشر بین‌المللی کلیسای ساینتولوژی بود.
در سال ۲۰۰۴ فعالیت‌های خود را در ۲۶ کشور از جمله مکزیک و سوئد گسترش داد.